# Hymenophyllum taliabense
Hymenophyllum taliabense är en hinnbräkenväxtart som beskrevs av Cornelis Rugier Willem Karel van Alderwerelt van Rosenburgh. Hymenophyllum taliabense ingår i släktet Hymenophyllum och familjen Hymenophyllaceae. Inga underarter finns listade.